# Eduard Maristany i Gibert
Eduard Maristany i Gibert (Barcelona, 26 de desembre de 1855 - 1941) va ser enginyer de la Companyia dels Ferrocarrils de Tarragona a Barcelona i França i posteriorment de la Madrid-Saragossa-Alacant (les dues companyies es fusionaren) on ascendí fins a director. Entre les seves obres destaca la del túnel de l'Argentera (més de 4 km de llargària), de tal magnitud que el va fer mereixedor del títol de Marquès de l'Argentera atorgat per Alfons XIII el 1918. Ordenà construir l'actual Estació de França de Barcelona.

## Biografia
Nasqué en una família de gran tradició ferroviària. Fill de Frederic Maristany i Serra, corredor reial de canvis, i de Dolors Gibert i Olivas, ambdós de Barcelona. El seu avi Manuel Gibert i Sans havia estat president durant dues dècades de diverses companyies ferroviàries. Primer del Ferrocarril de Barcelona a Mataró i posteriorment a Camins de Ferro de Barcelona a França per Figueres.
El 1881 deixà l'escola, ja llicenciat, amb el títol d'enginyer entrà a treballar a Divisió de ferrocarrils de l'Estat a Barcelona. Aquesta s'encarregava d'inspeccionar les empreses explotadores del ferrocarril. Maristany s'encarregava de la part tècnica. Havia d'estar al dia de totes les novetats en el camp ferroviari i així escrivia treballs freqüentment sobre la matèria amb una visió molt avançada, molts d'aquests treballs serien de referència durant molts anys després. El 1885, abandonà la Divisió i passà a l'empresa privada per treballar a la Companyia dels Ferrocarrils de Tarragona a Barcelona i França com a Enginyer en cap de la construcció i Estudi de noves línies.
En aquella època, la TBF, després d'absorbir una altra companyia, tenia la concessió de la construcció del Directe a Saragossa. En aquest projecte una de les obres més singulars era el túnel de l'Argentera, amb més de 4 km de llargada. Es va construir amb una moderna perforadora Ferroux, consistent en un carro accionat per aire comprimit que rotaven de manera simultània sis barrines horitzontals. El túnel és una de les infraestructures ferroviàries i d'enginyeria civil més destacades de Catalunya i va permetre connectar les estacions de l'Argentera i Pradell de la Teixeta travessant la Serra de Pradell. Des del 1883 s'hi estava treballant, però els resultats eren més aviat minsos. Des que Maristany hi va intervenir es va començar a treballar ininterrompudament i en tres anys va estar acabat. Per concloure la feina va escriure un detallat títol sobre l'obra, el qual posteriorment va ser l'obra de referència per a la construcció de nous túnels.
El 1895 l'ascendiren a enginyer en cap de Vies i Obres. Aleshores ja era molt conegut i escrivia regularment treballs i estudis a la revista d'obres públiques. El 1898, TBF va ser absorbida per la Companyia dels Ferrocarrils de Madrid a Saragossa i a Alacant (MSA), i aleshores Maristany va passar a ocupar la gerència de la denominada Xarxa Catalana de la MSA.
El 1908,el prestigi que havia anar guanyat el portarien a la Direcció General de tota la MSA. Aleshores es plantejava integrar la xarxa catalana(Antiga TBF encara tenia independència) a la xarxa antiga, però Maristany va voler que fos un procés lent, el qual finalment no es produiria realment fins al 1936. A partir d'assumir la presidència amb la seva atrafegada activitat, i els difícils equilibris econòmics de la companyia no li deixaven temps per escriure llibres. Al cap de deu anys ja s'havia fet guanyar tot l'afecte del personal de la companyia de la MSA (tal com havia passat ja amb la TBF abans). Per això aquests van demanar al rei un títol nobiliari que el fes recordar per un dels seus treballs d'Enginyeria més grans. Es realitzà al 18 de juny de 1918 quan el rei Alfons XIII el nomenà Marquès de l'Argentera.
Tot i estar a Madrid (el seu domicili era a la mateixa Estació d'Atocha), els seus viatges a Barcelona eren freqüents i mai no va deixar de banda la Xarxa Catalana.
Amb el temps la seva salut va anar empitjorant, curiosament al mateix moment que empitjorava la situació del ferrocarril, així el 1934 va demanar la jubilació.
Se'n tornà amb tots els honors a la seva ciutat Barcelona, que hagué més tard d'abandonar a causa de la guerra civil.
Morí el 5 de maig de 1941 als 86 anys.

## Homenatges
Un carrer de Badalona paral·lel a la via del tren porta el seu nom en homenatge a la seva contribució a la construcció de la xarxa ferroviària catalana. Porta el seu nom l'Avinguda Eduard Maristany, situada entre el barri del Besòs i el Maresme de Barcelona i Sant Adrià de Besòs. També en honor seu, el tram d'avinguda davant l'Estació de França de Barcelona rep el nom de Marquès de l'Argentera.